# Цукуба (Ібаракі)
36°02′00″ пн. ш. 140°04′00″ сх. д. / 36.03333° пн. ш. 140.06667° сх. д.
Цуку́ба (яп. つくば市, つくばし, МФА: [t͡sukuba ɕi̥]) — місто в Японії, в префектурі Ібаракі.
Вважається "наукоградом" Японії, оскільки у місті дуже багато навчальних закладів та високотехнологічних компаній.

## Короткі відомості
Розташоване в південно-західній частині префектури, у південного підніжжя гори Цукуба. Входить до списку міст державного значення Японії. Виникло на основі сільських поселень раннього нового часу. Засноване 30 листопада 1987 року шляхом об'єднання містечок Ятабе, Охо, Тойосато та села Сакура. Основою економіки є виробництво електротоварів, комп'ютерних програм і обладнання, фармацевтична і харчова промисловість. Науково-освітній центр префектури. В місті розташовано близько 300 дослідницьких інститутів і підприємств, де зайнято понад 13 тисяч вчених. Станом на 1 жовтня 2007 площа міста становила 284,07 км². Станом на 1 серпня 2008 населення міста становило 208 985 осіб.

## Освіта
- Цукубський університет (головний кампус)

## Наука
- Інститут географії Японії